# Libro de la Vaca Sagrada

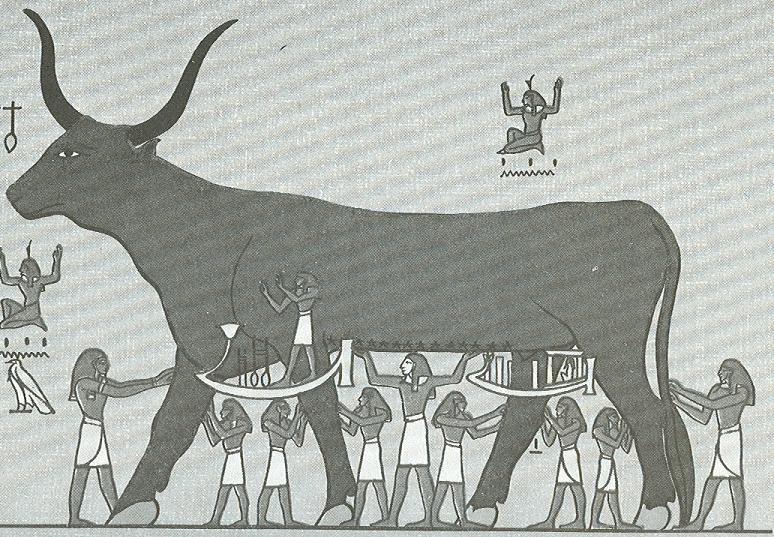
La diosa celeste Nut representada como una vaca y apoyada por las ocho entidades divinas Heh.

El Libro de la Vaca Sagrada o Libro de la Vaca Celestial es un texto del Antiguo Egipto que probablemente se originó durante el periodo de Amarna y describe, en parte, las razones del estado imperfecto del mundo como resultado de la rebelión de la joven humanidad contra el supremo dios del sol Ra. El castigo divino fue infligido por la diosa Hathor bajando en forma de leona, con los supervivientes sufriendo por su separación de Ra, que ahora residía en el cielo, en el lomo de Nut, la vaca celestial. Ra les salva engañando a Hathor con cerveza teñida para parecer sangre, embriagándose y perdiendo su furor.  
Con esta «caída», el sufrimiento y la muerte entraron en el mundo, junto con una fractura en la unidad original de la creación.El dios creador cambia ahora para convertirse en muchos cuerpos celestiales, crea los «Campos del Paraíso» para los difuntos bendecidos, elige tal vez a Geb como su heredero, deja el gobierno sobre la humanidad en manos de Osiris (Thot gobernando el cielo nocturno como su diputado), con los dioses Shu y Heh sosteniendo ahora a la diosa celeste Nut.: 75, 77 
Si bien el texto es mencionado desde el Imperio Nuevo, está escrito en egipcio medio y pudo haber sido escrito durante el periodo del Imperio Medio.

## Descripción
El libro se describe igualmente la forma de representar a la vaca divina para que pueda proteger adecuadamente al difunto, siendo sus cuatro patas los puntos cardinales y por último, se especifican hechizos y fórmulas mágicas de protección.
Aunque el texto se registra en el período del Imperio Nuevo, está escrito en lenguaje egipcio medio y podría haber sido escrito originalmente durante el Imperio Medio.
El "Libro de la Vaca Divina" procede del mito del amanecer de los Textos de las Pirámides, siendo la idea posteriormente más desarrollada durante el Imperio Nuevo para explicar la muerte y el sufrimiento en una creación imperfecta. El trabajo ha sido visto como una forma de teodicea y texto mágico para asegurar la ascensión del rey a los cielos. También se ha visto como un tema similar a otras historias más desarrolladas de la destrucción de la humanidad rebelde presentes en la mitología mesopotámica y en la Biblia con el mito del Diluvio universal.
El texto se encuentra en cinco tumbas reales del Imperio Nuevo: Tutankamón (en el primer sarcófago), Seti I, Ramsés II, Ramsés III y Ramsés IV.